# 黃暐瀚
黃暐瀚（1974年1月2日—），臺灣新聞工作者、政治評論員。記者出身，其目前主持數個廣播節目，同時活躍於電視政論節目，並為Hit FM聯播網台長。

## 生平
黃暐瀚出生於臺中市，父親為嘉義人，母親為台中人。就讀臺中市東區臺中國小、私立懷恩國中、省立臺中二中，畢業於輔仁大學大眾傳播學系新聞組。

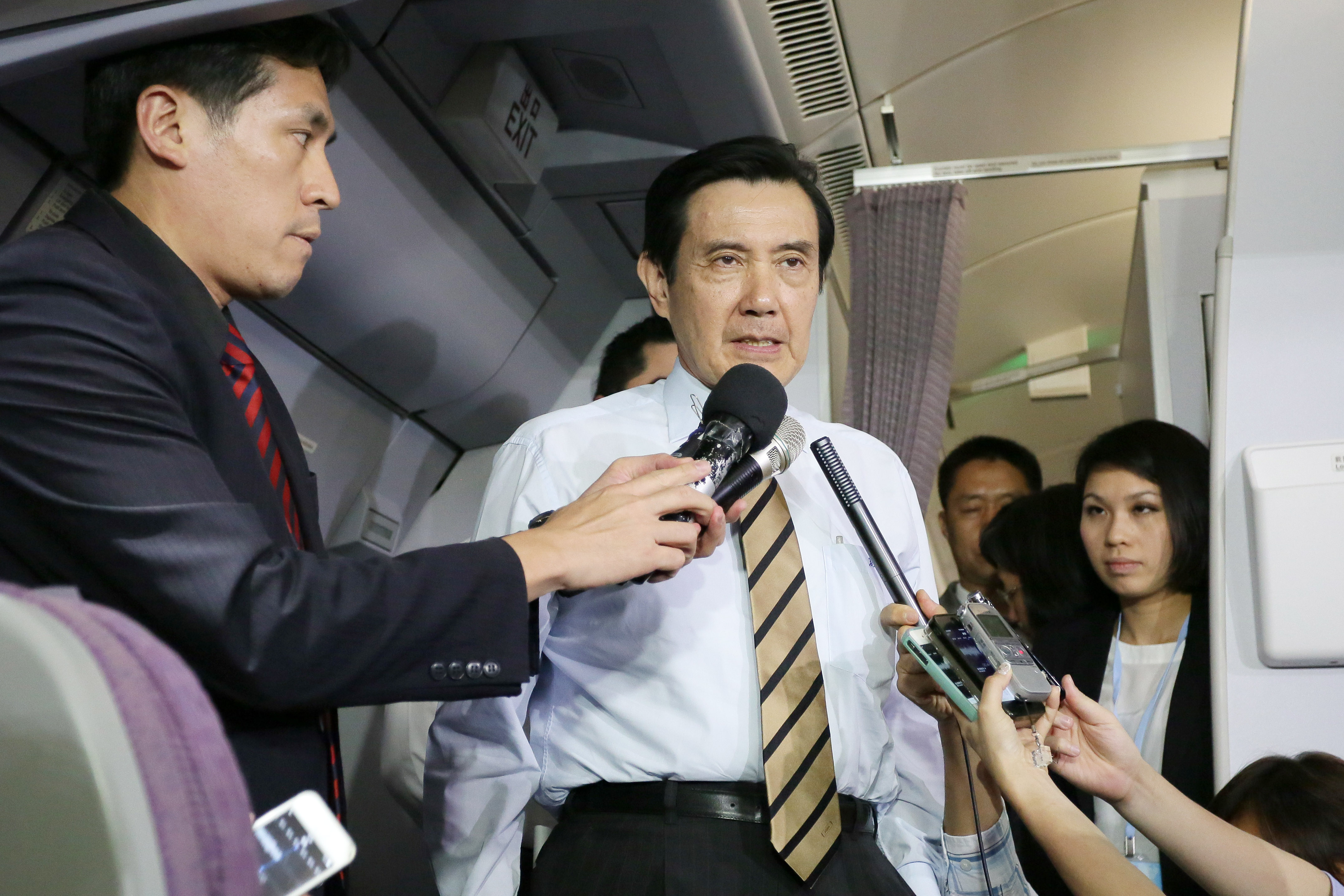
黃暐瀚（圖中最左側）2014年採訪時任中華民國總統馬英九

1999年擔任飛碟電台記者，當時主跑民主進步黨與陳水扁參選總統競選總部。2000年轉職至東森新聞台，期間主要採訪對象為中國國民黨與馬英九執政的總統府，並且時常發表文章。曾任該台記者、主播、政治中心副主任。2008年，擔任「總統府記者聯誼會」副會長。2009年擔任「總統府記者聯誼會」會長，連續七年獲會員遴選連任會長至2016年。
2018年，辭去任職18年的東森新聞，轉為政治評論員。在2018年中華民國地方公職人員選舉前，黃暐瀚提出「聲、勢、質、量」的觀點，並於同年10月12日首先斷定當時競選高雄市市長的韓國瑜會勝出。同年12月6日起，於Yahoo TV每週三《鄉民大會》擔任固定來賓。
2019年，1月1日起擔任台北流行廣播電台（POP Radio）《POP撞新聞》節目主持人；3月17日起，擔任MOMOTV《我要當選》主持人（與高嘉瑜搭檔）；5月17日起，擔任17直播《暐瀚17Talk》主持人。
2021年5月5日凌晨，黃暐瀚70歲母親在臺中市南區東興路一段、樹義一巷交叉口，被酒後駕駛累犯者撞击后不幸身亡。
2021年8月6日，黃暐瀚在2020東京奧運期間於直播時評論「中國央視介紹台灣選手進場的時候，為什麼要講『中國台北』隊？你就講『中華台北』，大家互相嘛，難道中國隊進場的時候，台灣的轉播員，要講他是『支那』隊嗎？我們也沒有人這樣做，對不對？」，引發中國大陸網民不滿而出征黃臉書。
2023年5月12日，黃暐瀚在關鍵時刻中以「窮遊」為題介紹中國山東省淄博市燒烤夯，用表示中國大陸青年失業率提高的圖表來切入此題稱「100元窮遊燒烤吃到飽」「大家即便没有錢，沒有風景看也要吃燒烤」。由於只強調當地物價低，被中國大陸網友認為並未考量各地遊客除餐費外所產生的交通費及飯店住宿費用實際遠超100元等理由，而遭到群嘲。隨後黃暐瀚在臉書貼文中表示他僅引述商業周刊的報導，且舉例各項中國大陸的“窮現象”來回應中國大陸網友，黃暐瀚表示他是希望中國大陸是“不窮”、“人民幸福”的，也希望中國大陸能夠人民幸福、國運昌隆，但在留言區的中國大陸網友並不領情，遂繼黄世聰「榨菜哥」、李正皓「田鼠哥」、王義川「靠背哥」、北辰「土房哥」後又被中國大陸網友冠以「燒烤哥」名號。

## 個人生活
黃暐瀚與前東森新聞台主播溫淑梅結婚。

## 主持節目

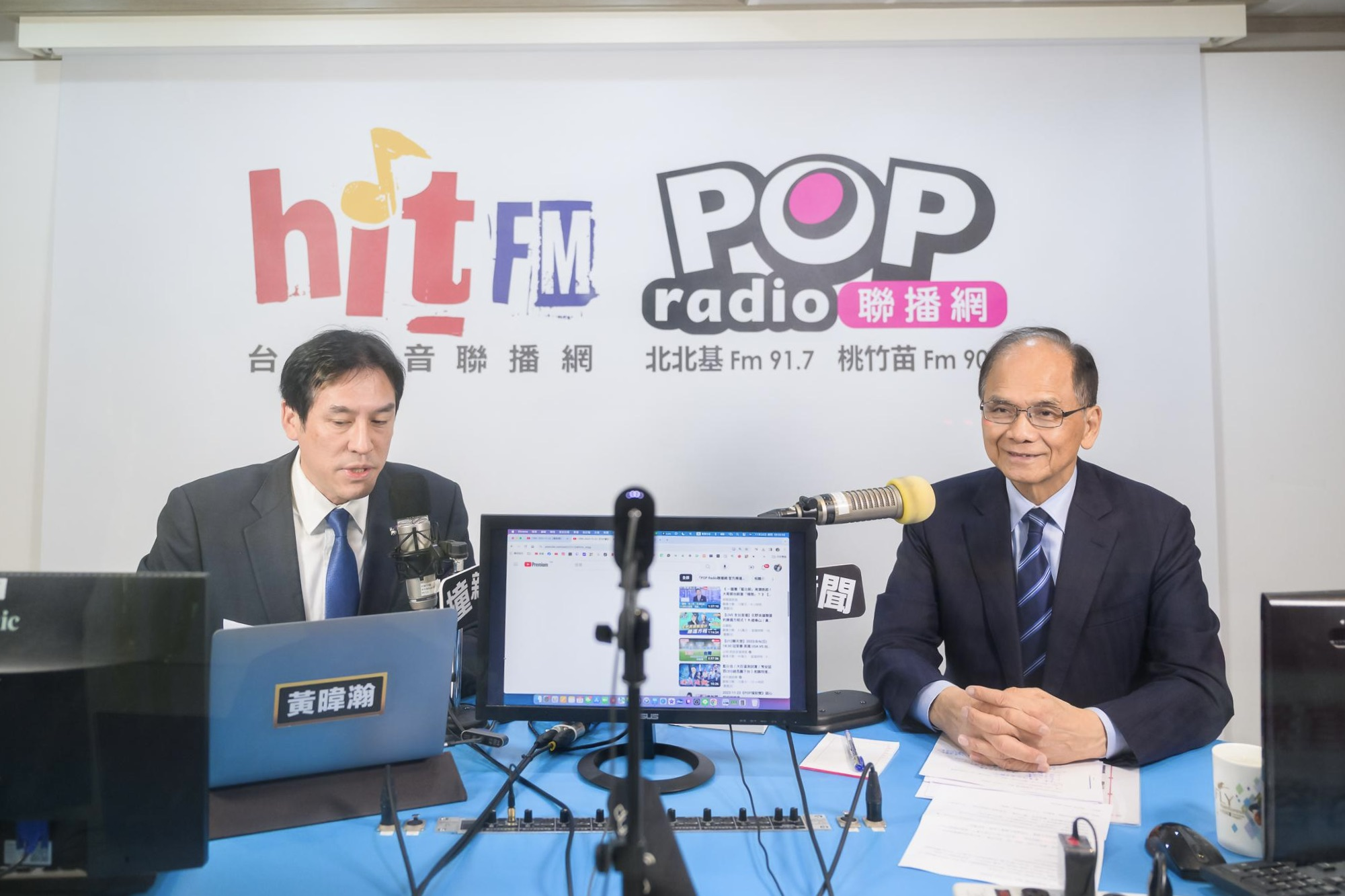
黃暐瀚主持POP Radio「暐瀚撞新聞」廣播節目訪談時任立法院長游錫堃

### 廣播
- 曾任中廣新聞網《中廣論壇－黃暐瀚時間》主持人
- 曾任News98《世界一把抓－黃暐瀚時間》主持人[11]
- 現為POP Radio《POP撞新聞》主持人，播出時間為週一到週五上午8:00～9:00[12]

### 網路節目
- YouTube 風傳媒[13]頻道《下班瀚你聊》，播出時間為每週三、日晚上8:00（助理主持人：雪寶（林晨婕））
- YouTube 品觀點[14]頻道之《暐瀚觀點》，播出時間為每週四晚上8:00
- YouTube 黃暐瀚[15]頻道之《暐瀚直播》，播出時間為每週一、五上午11:00

## 參與節目
東森新聞台
- 《關鍵時刻》[16]（固定來賓：週三、週五）

東森財經新聞台
- 《57爆新聞》[17]（固定來賓：週一至週五）

TVBS (頻道)
- 《新聞大白話》[18]（固定來賓：週一、週四）
- 《國民大會》[19]（固定來賓：週一、週四）
- 《TVBS戰情室》[20]（固定來賓：週二、週六）

## 外部連結
- 鄉民大會 - Yahoo TV （页面存档备份，存于）
- 黃暐瀚的Facebook專頁
- YouTube上的黃暐瀚頻道
- 黃暐瀚的Instagram帳戶
- 黃暐瀚的新浪微博